# 't Groen Kwartier

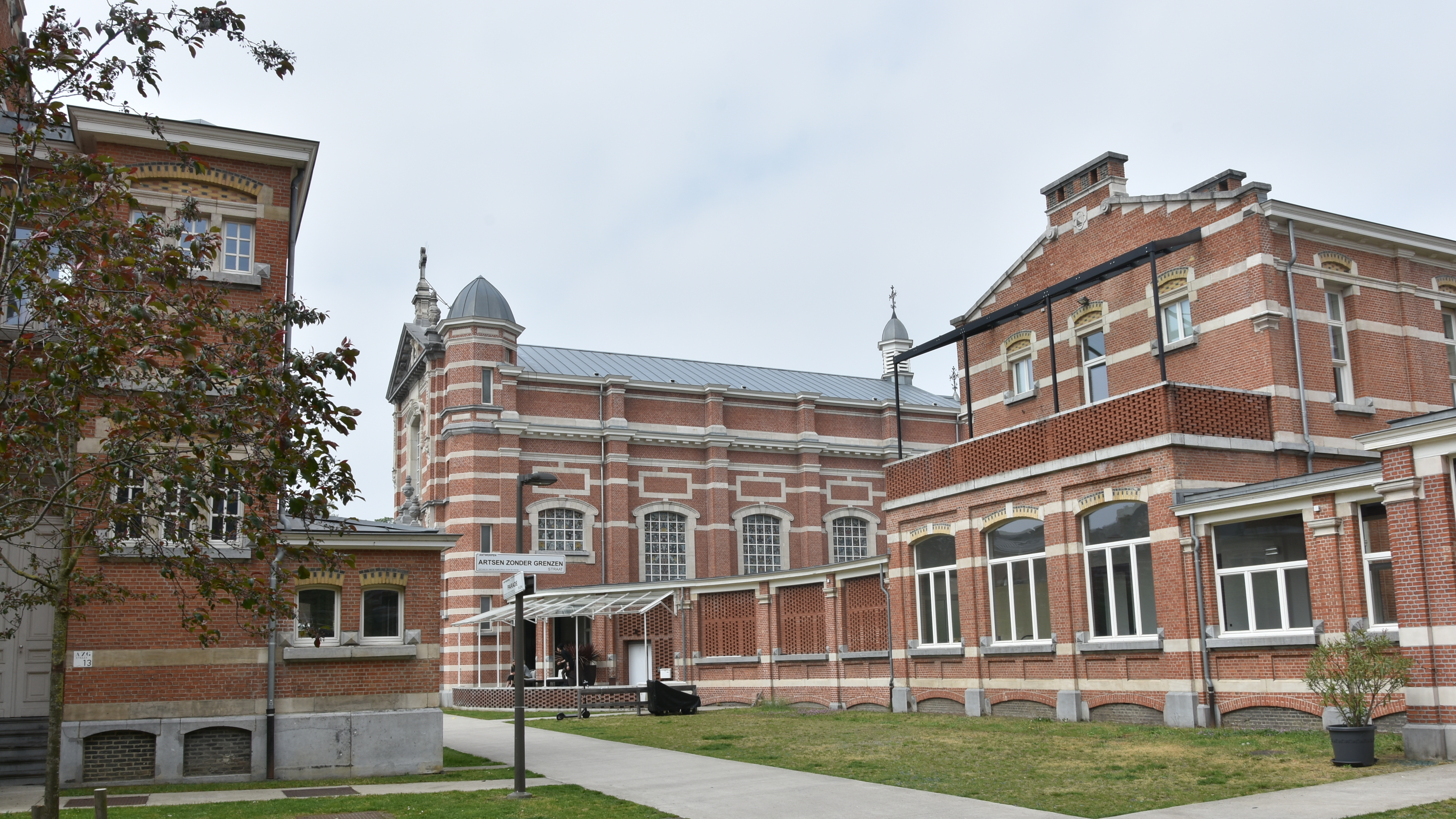
Het Voormalig Militair Hospitaal en Arsenaal, anno 2019 Groen Kwartier

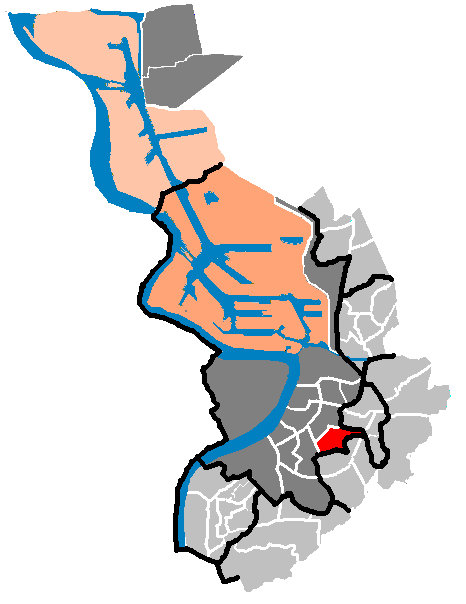
Locatie van het Groen Kwartier - Haringrode-Zurenborg (in het rood)

In de wijk Haringrode in het district Antwerpen (Antwerpen 7), op de grens met Zurenborg en Berchem ligt 't Groen Kwartier. De naam verwijst naar het oude Militair Hospitaal Antwerpen aan de Marialei, waar vroeger militairen verzorgd werden en het aangrenzende arsenaal aan de Lange Leemstraat die samen in de plaats kwamen van het in 1885 gesloopte Fortje 4 uit 1851. De naam is samengesteld uit Militair Hospitaal Kwartier en het groene karakter dat het nu verkregen heeft door de Stad Antwerpen. De grote site stond lang leeg. Sinds het niet meer gebruikt werd door de militairen kon het Hoger Instituut voor Schone Kunsten een deel van deze prachtige gebouwen gebruiken om kunstenaars  te begeleiden op topniveau. Vanaf 2010 werd de site omgevormd tot 't Groen Kwartier, een nieuw woonkwartier voor 400 gezinnen, dankzij een publiek-private samenwerking tussen Beel & Achtergael Architects, Collectief Noord, 360 architecten, landschapsarchitect Michel Desvigne, en AG Vespa, Matexi en CAAAP (voorheen Vanhaerents). De eerste bewoners trokken erin in januari 2011.
De site van het kwartier werd gebruikt als achtergrond van de film De zaak Alzheimer uit 2003.
't Groen Kwartier ligt in de wijk Haringrode, ten oosten van spoorlijn 25, die de grens met de wijk Zurenborg vormt. Ten zuiden vormt de Boomgaardstraat de grens tussen de wijk Haringrode en het gedeelte Oud Berchem van het district Berchem. Ten westen vormt de Mechelsesteenweg met de brouwerij De Koninck de grens, samen met het Koning Albertpark (het aloude Galgenveld), ook wel Warande genoemd, en het Harmoniepark, waar het Antwerpse districtshuis staat. Ten noorden vormt de Belgiëlei nu de grens met de wijk Klein-Antwerpen.
't Groen Kwartier bestaat uit 3 appartementblokken; nieuwbouwhuizen; gerenoveerde herenhuizen (vroegere Militair Hospitaal officiershuizen); een voormalig augustinessenklooster met kloosterkapel; en gerenoveerde loftgebouwen (vroegere militaire hospitaalgebouwen); The Jane (vroegere centrale kapel), een 2 sterrenrestaurant; De Stookplaats, een reclamebureau; De Broodnatie, een bakkerij; Delhaize Proxy en andere en het grenst aan PAKT Antwerpen.
In mei 2018 won 't Groen Kwartier de Real Estate Society Award voor Best Residential Development.

## Autovrij
't Groen Kwartier is sinds 2010 autovrij gemaakt en is alleen toegankelijk naar de openbare parkeerplaatsen en privaat ondergrondse parkeergarages aan de buitenzijde van het kwartier via:
- Ten oosten:
  - Openbaar parkeerplaats (betalend): Boomgaardstraat (beide richtingen) naar de Augustinessenplein (klaar in 2017-2018)
- Ten zuiden:
  - Openbaar parkeerplaats (betalend): Boomgaardstraat (beide richtingen) naar de Albert Claudestraat (enkel richting) en Artsen zonder Grenzenstraat (klein stukje) naar Paradeplein
  - Privaat Ondergrondse Parkeergarage: Marialei (enkel richting) naar de Albert Claudestraat (klein stukje) Jules Bordetstraat en Paradeplein
- Ten westen:
  - Geen toegang met wagen, alleen voor voetgangers
  - Ook op het aangrenzende PAKT zijn auto's niet toegelaten
- Ten noorden:
  - Openbaar parkeerplaats (betalend): Lange Leemstraat (beide richtingen) naar Hospitaalplein
  - Privaat Ondergrondse Parkeergarage: Lange Leemstraat (beide richtingen) naar Hospitaalplein
  - Privaat Ondergrondse Parkeergarage: Lange Leemstraat (beide richtingen) naar Wachthuisplein

## Openbaar vervoer
Ten oosten rijdt tramlijn 9 (Cuperusstraat en Mercatorstraat) dicht bij 't Groen Kwartier.
Ten zuiden rijdt buslijn 30 (Boomgaardstraat en Van Luppenstraat).
Ten westen rijden tramlijn 7 en tramlijn 15 (Mechelsesteenweg/Boomgaardstraat - Halte Berchem De Merode) naar (Mechelsesteenweg/Koning Albertpark/Belgiëlei - Halte Antwerpen Harmonie), waar ook tramlijn 6 stopt. Op deze halte splitsen de 3 tramlijnen van richting (tramlijn 7 blijft op Mechelsesteenweg richting vroegere Nationale Bank van Antwerpen, tramlijn 15 op de Belgiëlei richting Centraal station/ondergronds en tramlijn 6 door Koning Albertpark naar de Jan Van Rijswijcklaan richting Olympiade/Kiel).
Ten westen tramlijn 15, komende van Halte Harmonie (Belgiëlei/Lange Leemstraat - Halte Antwerpen Lange Leemstraat). Ook rijdt buslijn 17, buslijn 191 en buslijn 507 (Belgiëlei/Mechelsesteenweg - Halte Harmonie en Belgiëlei/Lange Leemstraat - Halte Antwerpen Lange Leemstraat.
Ten noorden rijdt tramlijn 4 (Lange Leemstraat) langs 't Groen Kwartier. Ook rijdt buslijn 32 (Cuperusstraat - Halte Antwerpen Cuperus).